# Inge Nørballe
Inge Nørballe (født 1. november 1927 - død 29. november 2017 ) var en dansk museumsleder og politiker.
Nørballe fik tidligt interesse for guldalderen, og i 1958 vandt hun 10.000 kr. i tv-programmet Kvit eller dobbelt, hvor hun brillerede med sin viden om guldalderen. Hun var fra 1981 til 2007 leder af Bakkehusmuseet. I denne periode udgav hun også adskillige bøger med relation til museet. Hendes tiptipoldefar, kammerråd Winterslef, var nabo til Kamma og Knud Lyne Rahbek og boede i det der dengang hed Ny Bakkehus.
Fra 1978 til 1998 var hun medlem af Frederiksberg Kommunalbestyrelse for Det Konservative Folkeparti og formand for Kultur- og biblioteksudvalget. Hun var desuden kredsformand og folketingskandidat for samme parti. Nørballe var formand for Sankt Markus Kirkes menighedsråd, medlem af Frederiksberg Ældreråd, medlem af Frederiksberg Historisk-Topografisk Selskab, af Guldalderinstituttet, Dansk Litteraturforening, Teaterhistorisk Selskab og Frederiksberg Rotary Klub.

## Forfatterskab
- Bakkehuslitteratur.
- Kamma's æsker, 1984.
- To gamle skøder vender hjem til Bakkehuset, 1987.
- Johan Ludvig Heiberg & Bakkehuset, 1991.
- Grundtvig og Bakkehuset.
- (udg.), Omkring Bakkehuset: Bakkehuset og dets beboere set med samtidens øjne, Fisker & Schou, Frederiksberg Sparekasses Fond 1993. ISBN 87-90057-02-3
- Bakkehusets Have, 1995. (Tidligere trykt i: Fra kvangård til humlekule, nr. 25, 1995)
- (red.), Kirkerne på Frederiksberg: Frederiksberg Provsti gennem 100 år, Fisker & Schou, Frederiksberg Sparekasses Fond 1997. ISBN 87-90057-65-1
- (sammen med Mette Winge), Kammas brudefærd, Fisker & Schou 1998. ISBN 87-90057-84-8
- Særudstilling på Bakkehusmuseet: 16.9-4.10 1998: Romantikkens blomster - blomsternes sprog, 1998.
- (red.), Guldalderdigtere: Portrætter og poesi, Høst & Søn 1999. ISBN 87-14-29528-8
- (sammen med Peter Braams Valore), Kamma Rahbeks æsker: Udgivet i anledning af Bakkehusmuseets 75 års stiftelsesdag, Fisker & Schou 2000. ISBN 87-90057-99-6
- (sammen med Mette Winge), Kamma Rahbek & Bakkehuset, Gyldendal 2012. ISBN 9788702114034